# Dieter Simon (Künstler)
Dieter Simon (* 1937 in Grünberg i. Schlesien, Provinz Niederschlesien; † 1988 in Lünen) war ein deutscher Maler, Zeichner und Graphiker.

## Leben
Dieter Simon war von Geburt an durch die Glasknochenkrankheit schwerstbehindert und auf einen Rollstuhl angewiesen. Nach Kriegsende 1945 floh seine Mutter mit ihm in ihre Heimatstadt Lünen, die fortan bis zu seinem Tod 1988 ebenfalls sein dauerhafter Lebensmittelpunkt wurde. Von 1952 bis 1958 besuchte er die Werkkunstschule Dortmund, die damals im Schloss Buddenburg in Lünen-Lippholthausen ihren Sitz hatte. Einer seiner Lehrer war Max Guggenberger.
In seinen Werken bestimmt nicht ausschließlich sein persönliches Leiden, das eines behinderten Menschen den Mittelpunkt, sondern im Wissen um den körperlichen Schmerz und die Ängste sowie die Auslöser dieser Ängste, die alle betreffen, handeln seine Bildmotive. Aber auch kraftvolle, sogar lustige Zeichnungen stammen von ihm.

## Werke (Auswahl)
- Ein Mond für die Beladenen, 1966
- Jesus vor Pilatus, 1965
- Clown, 1967
- Betrunkener Soldat, 1967
- Das ewige Spiel, 1971 (Abbildung/Ausschnitt s. Zeitungsbericht)
- Vietnamesische Madonna, 1972
- 1982 Jahr der Schmetterlinge, 1982

## Ausstellungen
- 1967 Sparkasse Herne
- 1969 Lehmbruck Museum Mülheim
- 1971 Friedenskirche Selm
- 1972/73 Burg Vischering
- 1973 AOK Aachen
- 1975/76 Burg Vischering, Gemeinschaftsausstellung Kreis Coesfeld
- 1993 Gemeindezentrum St. Georg, Lünen (Stadt Lünen, Kulturamt)
- 2011 Museum der Stadt Lünen